# 1998 en philosophie
Chronologie de la philosophie
- 1994
- 1995
- 1996
- 1997
- 1998
- 1999
- 2000
- 2001
- 2002

L’année 1998 a été marquée, en philosophie, par les événements suivants :

## Publications

### Rééditions
- Francisco Suárez :  Dispute Métaphysique I, II, III, Paris, Vrin, 1998,  (ISBN 2711613569),  (ISBN 9782711613564), partiellement en ligne
  - I: De natura primae philosophiae seu metaphysicae;
  - II: De ratione essentiali seu conceptu entis;
  - III: De passionibus entis in communi, et principiis ejus.

Texte intégral présenté, traduit et annoté par Jean-Paul Coujou ; "Introduction: Suárez et la Renaissance de la métaphysique", pp. 7-45.
- Blaise Pascal :  Œuvres complètes, éd. Michel Le Guern, coll. Bibliothèque de la Pléiade, Paris, Gallimard, 2 volumes, 1998 et 2000.